# Мом
Мом или Момо (грч. Μῶμος) је у грчкој митологији био божанство, персонификација (оштре) критике, кривице, подсмеха, презира, жалбе и цензуре.

## Митологија
Његова супротност је била Еуфема. Хесиод је писао да је Мом дете Ноћи (Никс), која га је родила сама из себе, али му је Цицерон приписивао и оца Ереба. У каснијим предањима, Мом је замишљан као злобно крилато биће, са дугим и оштрим зубом, које се сваком подсмева. Подсмевао се Прометеју што људима није оставио отвор на телу како би се видело срце. Мада је према Луцијану, Мом цензурисао Хефеста да док је правио човека остави и мала врата на грудима, како би спречио људе да проникну у тајне мисли једни другима. Подсмевао се чак и Зевсу јер није поставио рогове бику испред или испод очију. Према Филострату, Афродити није могао да нађе замерку, па је исмевао њену обућу. Због таквог понашања, протерали су га са Олимпа. Према једној верзији приче, коју је дао Езоп, Зевс, Посејдон и Атена су се расправљали ко од њих може да направи више доброг за човечанство; Зевс је сачинио човека, Атена кућу за њега, а Посејдон бика. Мом, који је тада боравио међу боговима, био је позван за судију. Међутим, он није волео никога од њих и све их је искритиковао. Бика због рогова, човека због срца, а кућу јер у својим темељима није имала гвоздене точкове како би могла по вољи станара да мења место.
У ранијим предањима, Мом је био мудри Зевсов саветник. Наиме, када се Геја пожалила да се људски род пренамножио и да јој представља велики терет, Зевс је одлучио да је растерети тако што је изазвао тебански рат. Међутим, у том рату није изгинуло много људи, па је Зевс одлучио да их побије громовима и поплавама. Мом га је посаветовао да уместо тога уда Тетиду за једног смртника, а и да сам са смртницом изроди кћерку. На тај начин, рођени су Ахил и лепа Хелена, централне личности тројанског рата.